# Bird on a Wire (1990)
Bird on a Wire is een Amerikaanse film uit 1990 geregisseerd door John Badham. De hoofdrollen worden vertolkt door Mel Gibson en Goldie Hawn.

## Verhaal
Rick Jarmin werkt als pompbediende in een benzinestation. Hij ontmoet daar toevallig zijn toenmalige vriendin die hij plots had verlaten zonder iets te zeggen. Hij had vijftien jaar eerder namelijk een getuigenis afgelegd tegen een corrupte FBI-agent en moest vluchten en voortdurend van identiteit veranderen. Zijn ex, Marianne Graves, is ondertussen getrouwd maar nog altijd razend op hem omdat hij haar zomaar verliet. Rick probeert opnieuw van haar te vluchten om haar niet in de gevaarlijke situatie mee te slepen, maar tevergeefs. De gewezen FBI-agent is vrijgelaten en gaat op zoek naar Rick. Ze besluit met hem mee te vluchten en te ontsnappen aan de moordzuchtige crimineel.

## Rolverdeling
| Acteur              | Personage       |
| ------------------- | --------------- |
| Mel Gibson          | Rick Jarmin     |
| Goldie Hawn         | Marianne Graves |
| David Carradine     | Eugene Sorenson |
| Bill Duke           | Albert Diggs    |
| Stephen Tobolowsky  | Joe Weyburn     |
| Joan Severance      | Rachel Varney   |
| Harry Caesar        | Marvin          |
| Jeff Corey          | Lou Baird       |
| Alex Bruhanski      | Raun            |
| John Pyper-Ferguson | Jamie           |
| Clyde Kusatsu       | Mr. Takawaki    |